# 高木毅
髙木毅（1956年1月16日—），日本政治家，自由民主黨黨員。出身於福井縣敦賀市。2000年至2024年連續當選6屆眾議院議員。在自民黨內屬於清和政策研究會（細田派）。
歷任眾議院議院運營委員長（第75代）、防衛廳長官政務官（第3次小泉改造內閣）、國土交通副大臣（第2次安倍內閣）等職務。2015年成為第三次安倍改造內閣的復興大臣。

## 争议事件
2015年10月出版的《周刊新潮》报道，高木毅曾在30年前潜入福井县敦贺市一名20岁少女家中，偷走她的内裤。少女的朋友向警方报了案。1995年高木毅的父亲高木孝一参选市长时，有人私下发放控诉高木毅偷盗女性内衣的信件。《周刊新潮》报道此事时，高木毅刚刚被委任为复兴大臣。高木本人起初拒绝回应此事，后来在10月20日的记者招待会上否认有此事。